# My Cygni
My Cygni (μ Cygni, förkortat My Cyg, μ Cyg)  som är stjärnans Bayerbeteckning, är en dubbelstjärna belägen i den sydöstra delen av stjärnbilden Svanen (stjärnbild). Den har en kombinerad skenbar magnitud på 4,50 och är synlig för blotta ögat där ljusföroreningar ej förekommer. Baserat på parallaxmätning inom Hipparcosuppdraget på ca 45,0 mas, beräknas den befinna sig på ett avstånd på ca 73 ljusår (ca 22 parsek) från solen.

## Egenskaper
Primärstjärnan My Cygni A är en gul till vit stjärna i huvudserien av spektralklass F6 V. Den har en massa som är ca 35 procent större än solens massa, en radie som är ca 1,9 gånger större än solens och utsänder från dess fotosfär ca 2 gånger mera energi än solen vid en effektiv temperatur på ca 6 350 K.
Följeslagaren My Cygni B är av spektralklass G2V och har en skenbar magnitud på 6,12. Deras omloppsperiod är ca 800 år, med en excentricitet på omkring 0,6. Två ytterligare observerade stjärnor, My Cygni C av magnitud 12,93 och My Cygni D av magnitud 6,94, antas vara optiska följeslagare snarare än en del av My Cygni. My Cygni D är den mer avlägsna spektroskopiska dubbelstjärnan HD 206874 (HIP 107326), som består av två underjättar i en tidig fas av spektraltyp F.